# Laphystia lehri
Laphystia lehri är en tvåvingeart som beskrevs av Abbassian-lintzen 1964. Laphystia lehri ingår i släktet Laphystia och familjen rovflugor. Inga underarter finns listade i Catalogue of Life.